# Серёгин, Спиридон Николаевич
Спиридон Николаевич Серёгин (1903, деревня Торкуновка, Мценский уезд, Орловская губерния, Российская империя — неизвестно, Волгоградская область) — начальник шахты № 3-бис треста «Чистяковантрацит» Министерства угольной промышленности Украинской ССР, Сталинская область. Герой Социалистического Труда (1957).

## Биография
Родился в 1903 году в крестьянской семье в селе Торкуновка Мценского уезда. С начала 1920-х годов — навалоотбойщик на шахтных производствах Донбасса. После окончания Донецкого горного техникума назначен начальником шахты № 21 треста «Чистяковантрацит».
В годы Великой Отечественной войны служил вольнонаёмным в Красной Армии. Трудился помощником главного инженера строительного района 8-й сапёрной Армии. С июля 1942 года строил оборонительные сооружения на Северо-Кавказском и Закавказском фронтах. После расформирования армии возвратился на Донбасс, где восстанавливал разрушенные шахты. В последующем возглавлял шахту № 3-бис треста «Чистяковантрацит». В октябре 1949 года награждён Орденом Ленина за выслугу лет на предприятии угольной промышленности.
Шахта под его руководством ежегодно показывала высокие трудовые результаты в добыче угля и во время Пятой пятилетки (1951—1955) неоднократно занимала передовые позиции в социалистическом соревновании среди трудовых коллективов треста. Указом Президиума Верховного Совета СССР от 26 апреля 1957 года удостоен звания Героя Социалистического Труда за «выдающиеся успехи, достигнутые в деле развития угольной промышленности в годы пятой пятилетки и в 1956 году» с вручением ордена Ленина и золотой медали «Серп и Молот».
Этим же указом званием Героя Социалистического Труда был награждён управляющий трестом «Чистяковантрацит» Владимир Иванович Дегтярёв.
Проживал в городе Чистяково (сегодня — Торез), после выхода на пенсию переехал в Волгоградскую область. С 1968 года — персональный пенсионер союзного значения. Дата смерти не установлена.

## Награды
- Герой Социалистического Труда
- Орден Ленина — дважды (28.10.1949; 1957)
- Медаль «За трудовую доблесть» (06.06.1945)
- Медаль «За трудовое отличие» (17.02.1939)
- Медаль «За оборону Кавказа» (01.05.1944)